# Оливье, Люсьен

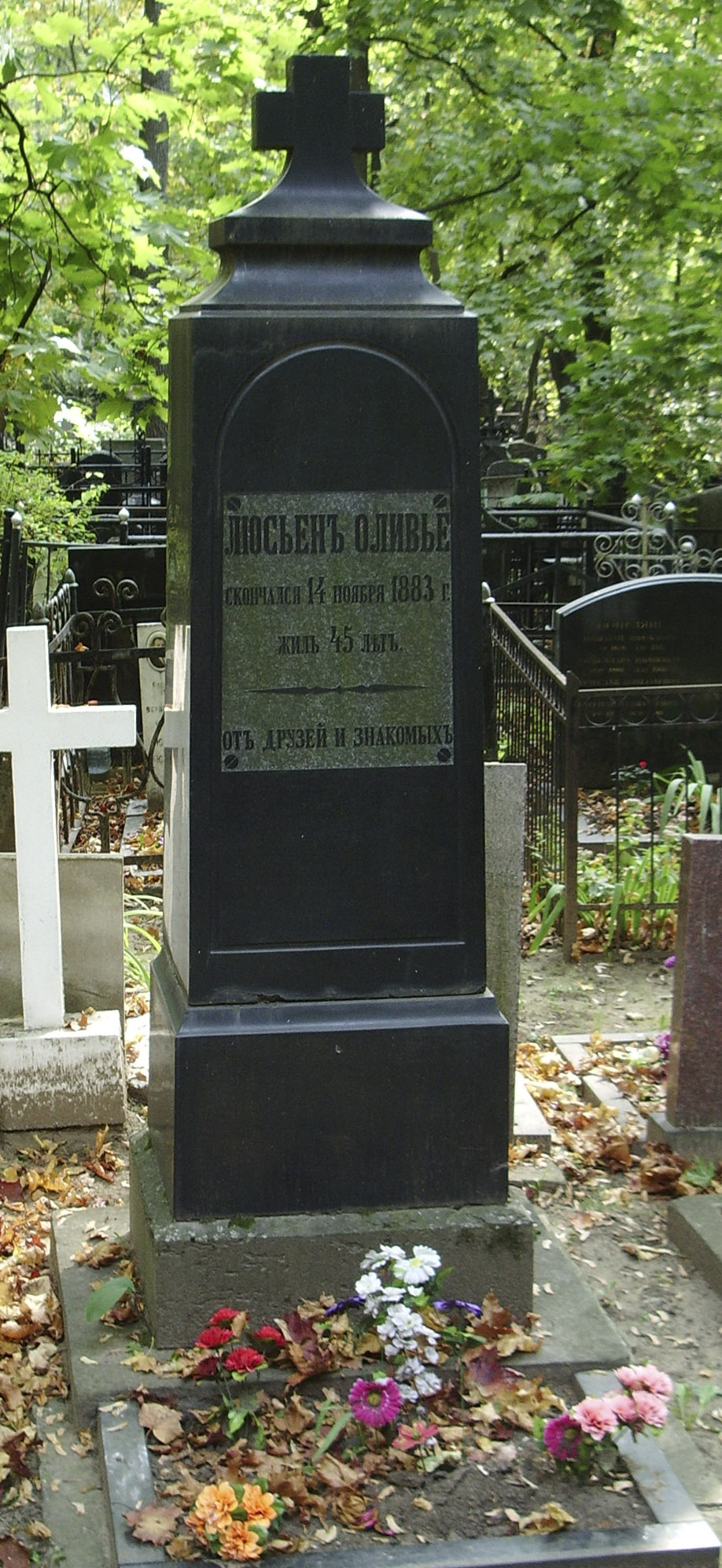
Могила Оливье на Введенском кладбище в Москве.

Люсье́н Оливье́ (фр. Lucien Olivier, 1838, Москва — 14 [26] ноября 1883, Ялта, Таврическая губерния) — русский ресторатор французского происхождения, державший в Москве с начала 1860-х годов ресторан «Эрмитаж»; известен как создатель рецепта зимнего салата, вскоре названного в честь своего создателя. Его рецепт был тайной, которую он так и не разгласил до самой смерти.

## Биография
По непроверенным данным, уроженец Москвы. В справочниках 1840—1850-х годах значится Иосиф Антон Оливье, купец III гильдии, живший в районе Петровки (адреса указывались не точно), однако являлся ли он родственником Люсьену — пока выяснить не удалось. Люсьен Оливье был сначала служащим ресторана и гостиницы «Эрмитаж», основанных в 1860-х годах. В 1870-х годах он являлся владельцем предприятия. Согласно справочным книгам, права торговли по купеческому званию II гильдии получил в 1867 году Люсьену Оливье Московская городская дума поручила организацию кулинарной части воинского праздника в Сокольниках по случаю коронационных торжеств.

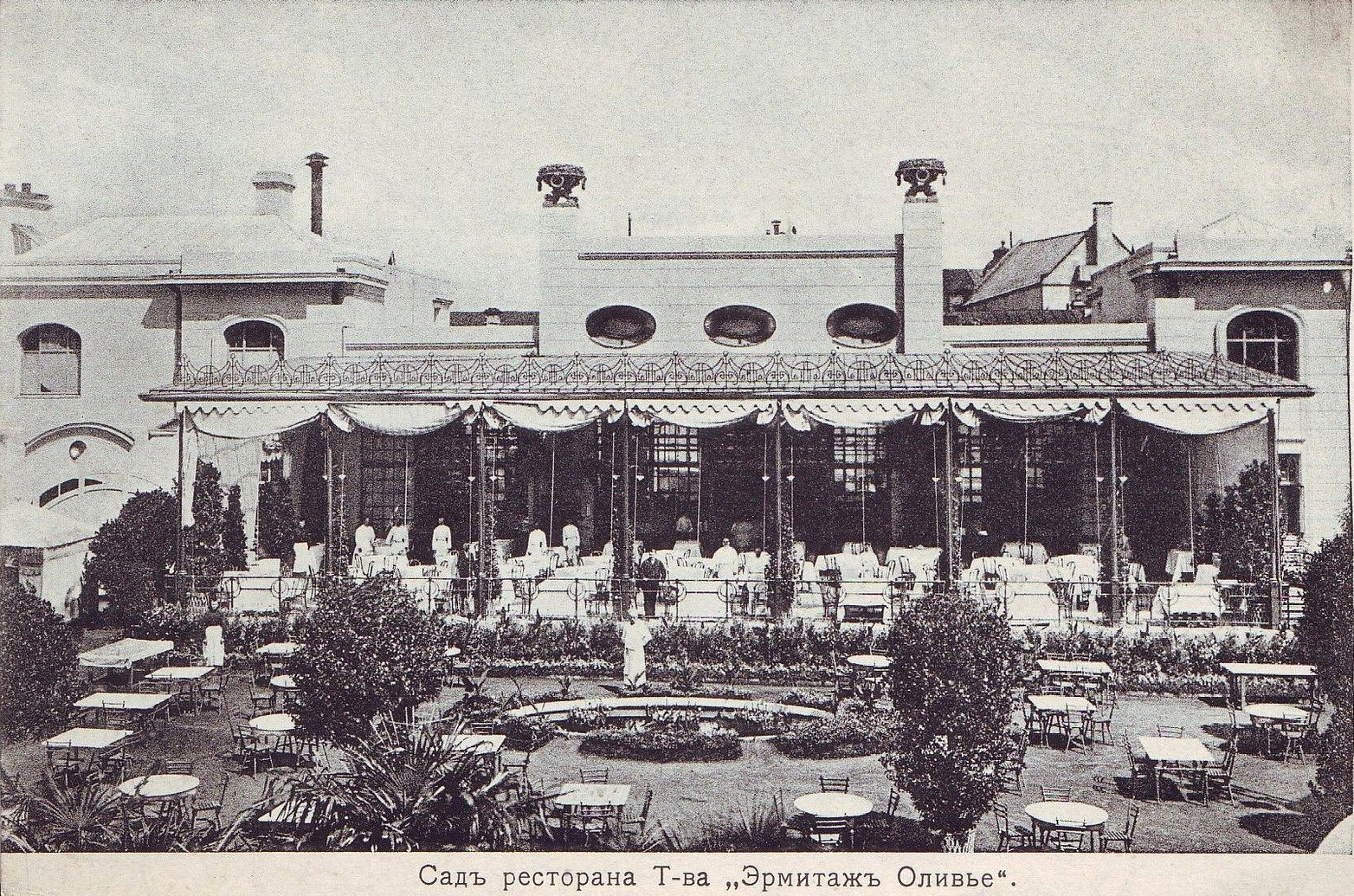
Москва. Сад ресторана т-ва «Эрмитаж Оливье» на Неглинной улице, 1905—1908 годы

Согласно разысканиям А. Алексеева, под именем Люсьена Оливье был известен французский подданный Николай Оливье, который в 1868 году управлял гостиницей «Эрмитаж» в доме Пегова на Трубной площади; по данным на 1877 год, гостиница (и ресторан при ней) именовалась «Эрмитаж», а её управляющий — купцом второй гильдии, 40-летним Люсьеном Оливье, живущим на Петровском бульваре также в доме Пегова. По мнению Алексеева, Николай сменил имя, чтобы подчеркнуть свою французскость в интересах рекламы.
Скончался в Ялте 14 ноября 1883 года в возрасте 45 лет от порока сердца. Тело было переправлено в Москву и предано земле на Введенском кладбище. В 2008 году могила Оливье была обнаружена и восстановлена (12 уч.).
После смерти Оливье владельцем ресторана «Большой Эрмитаж» (так стал называться трактир в начале XX века) было «Товарищество Оливье», состав которого несколько раз менялся. В революцию 1917 года ресторан закрылся, в здании размещались различные учреждения, в годы НЭПа там снова был ресторан, а с 1923 по 1941 год в нём находился «Дом крестьянина».
По данным Гиляровского, Оливье держал рецепт своего салата в тайне, хотя основные ингредиенты были известны. И как ни старались гурманы того времени воспроизвести его в точности, подобного салата у них не получалось. Это стало поводом для различного рода легенд.

## Комментарии
1. ↑  В некоторых современных публикациях именуется бельгийцем, однако источники подобных утверждений остаются неизвестными[4].